# 中川玲
中川 玲（なかがわ あきら、6月23日 - ）は、日本の女性声優。オフィス・ビーに所属。

## 経歴・人物
沼津工業高等専門学校卒業。煎茶道黄檗弘風流教授者の資格を持つ。
『テニスの王子様』のアフレコ現場に同人誌を持ち込み、興味を持った声優陣をコミックマーケットに連れて行くなど、かなりのオタクである。近年は自らも声優として出演した『人造昆虫カブトボーグ V×V』に傾倒しているという。

## 出演
太字はメインキャラクター。

### テレビアニメ
1996年
- 機動戦艦ナデシコ（1996年 - 1997年、アイの母、秘書官、リリカル、ハルミ、子供A）
- 神秘の世界エルハザード　

1997年
- CLAMP学園探偵団（女生徒B）
- 少女革命ウテナ（苑田茎子）

1998年
- 浦安鉄筋家族（キツネ）
- LET'S ぬぷぬぷっ（デスワ）

1999年
- 課長王子
- 神八剣伝（リョウ）
- メダロット（1999年 - 2000年、パトラ・タワラーマ、タテヤマ） - 2シリーズ

2000年
- OH!スーパーミルクチャン（トン子）
- こちら葛飾区亀有公園前派出所（2000年 - 2004年、屯田署長の息子、同級生、神条遊左〈幼少時代〉、エンジェル隊員、美晴）

2001年
- まみむめ★もがちょ（わこちょ）

2002年
- 真・女神転生Dチルドレン ライト&ダーク（タブリス&カイポラ）
- テニスの王子様（加藤勝郎、カルピン）

2004年
- 愛してるぜベイベ★★（翔太の担任）
- 遊☆戯☆王デュエルモンスターズGX（オブライエン母）

2005年
- 韋駄天翔（リン）
- capeta（伸ちゃん）
- シュガシュガルーン（西谷始、小野寺こまち）
- 絶対少年（女の子A）
- 蟲師（ビキの母）

2006年
- 家庭教師ヒットマンREBORN!（入江正一の母）
- 吟遊黙示録マイネリーベwieder（ルードヴィッヒの母）
- 人造昆虫カブトボーグ V×V（2006年 - 2007年、西山茂一、子供、篠原真之介）

2007年
- 猫の集会（母）

2008年
- 遊☆戯☆王5D's（十六夜節子）

2009年
- クッキンアイドル アイ!マイ!まいん!（主婦、スタッフ、よしお）
- けんぷファー（担任、指揮官）
- にゃんこい!（おばはん猫、通行人、ハルミの母）
- 毎日かあさん（兄嫁、ユウくんママ、小学校の先生）

2013年
- アウトブレイク・カンパニー

2014年
- 桜Trick（ダンスの先生）
- Persona4 the Golden ANIMATION（キャスター女性）
- 僕らはみんな河合荘（千夏の母親）
- まじもじるるも（食堂のおばさん）

2015年
- わしも（りん子のママ）

### OVA
- マクロスダイナマイト7（1997年）
- テニスの王子様［全国大会篇］（2006年、加藤勝郎）

### 劇場アニメ
- 機動戦艦ナデシコ -The prince of darkness-（1998年、タナカ・ハルミ）
- 劇場版 テニスの王子様 二人のサムライ The First Game（2005年、加藤勝郎、カルピン）
- 秒速5センチメートル（2007年）

### ゲーム
時期不明
- テニスの王子様 シリーズ（加藤勝郎、カルピン）

1997年
- スペクトラルフォース（ナレーション）

1998年
- 機動戦艦ナデシコ The blank of 3years（タナカハルミ）
- 少女革命ウテナ いつか革命される物語（苑田茎子）

2001年
- FEVER5 SANKYO 公式パチンコシミュレーション

2003年
- GetBackers-奪還屋- 邪眼封印！（神門京介）

2006年
- グラナド・エスパダ（グレイス・ベルネルリ、リサ・リンウェイ、ブルーニ・エティエン）

2007年
- どこでもピラティス（ナレーション）

2008年
- 赤い糸DS（2008年 - 2009年、アッくんの母 / 西野夏実） - 2作品

2009年
- 遊☆戯☆王ファイブディーズ タッグフォース4（マー・ムー、マリア・アン、マーク・フリーダム）

2010年
- 遊☆戯☆王ファイブディーズ タッグフォース5（一般キャラクター）

2011年
- 遊☆戯☆王ファイブディーズ タッグフォース6（一般キャラクター）

2015年
- オメガラビリンス（久遠輪廻）

2017年
- オメガラビリンスZ（久遠輪廻）

2020年
- 絵師神の絆（オリヴィア）

### ドラマCD
- トライアングルセッション'99（料理先生）
- 彼方から（1999年？2000年？）
- 雛鳥の囀 音楽盤（2000年、エミット＝コール）※ドラマ部分
- 蛇ガラ（2007年、加藤勝郎）

### 朗読CD
- R'S〜リーディング・ストーリーズ〜
  - （第1弾）
  - （第2弾）
  - （第3弾）
  - （第4弾）
  - （第5弾）
  - くすくすサンクス Ver.
  - （第7弾）
  - （第8弾）
  - ある旅人の歌
- 鳥待月

### ナレーション
- オリコカード（店内ナレーション）
- 秋吉台サファリランド（園内音声ガイド）
- イエローハット（店内ナレーション）
- ちゅろすでChu!（番組ナレーション）
- サトームセン（店内ナレーション） - 全国・全店用

### CM

#### テレビCM
- NTTテレビ電話・フェニックスミニ

#### ラジオCM
- オリコカード・アメニティ
- 東葉銀行・そっけつくん

### その他コンテンツ
- 朗読配信 アイ文庫（朗読音声担当）
- 朗読配信『お隣の魔法使い』（朗読音声担当）

## ディスコグラフィ

### 歌手参加楽曲
| 発売日 | 商品名 | 歌     | 楽曲           | 備考                                                 |
| ------ | ------ | ------ | -------------- | ---------------------------------------------------- |
|        |        | 中川玲 | 「いつまでも」 | PCゲーム『はっぴ〜ぶり〜でぃんぐ』エンディングテーマ |

### キャラクターソング
| 発売日  | 商品名                                | 歌                                                           | 楽曲                                     | 備考                                   |
| 1997年  | 1997年                                | 1997年                                                       | 1997年                                   | 1997年                                 |
| ------- | ------------------------------------- | ------------------------------------------------------------ | ---------------------------------------- | -------------------------------------- |
| 4月23日 | 機動戦艦ナデシコ 明日の艦長はキミだ！ | 一城みゆ希、松澤由実、本井英美、川上とも子、中川玲、矢島晶子 | 「銀河のクリスマス」                     | テレビアニメ『機動戦艦ナデシコ』関連曲 |
| 4月23日 | 機動戦艦ナデシコ 明日の艦長はキミだ！ | 松澤由実、本井英美、川上とも子、中川玲、矢島晶子             | 「Delicious Island（ORIGINAL VERSION）」 | テレビアニメ『機動戦艦ナデシコ』関連曲 |
| 2000年  |                                       |                                                              |                                          |                                        |
| 3月24日 | 機動戦艦ナデシコ 続・お洒落倶楽部     | 川上とも子、矢島晶子、本井えみ、中川玲                       | 「キッチンパーティー」                   | テレビアニメ『機動戦艦ナデシコ』挿入歌 |
| 2006年  |                                       |                                                              |                                          |                                        |
| 1月1日  | ぼくたちのしっぱい                    | 青学1年トリオ                                                | 「ぼくたちのしっぱい」                   | ゲーム『テニスの王子様』関連曲         |

### 収録CD不明
- PS2ゲーム『beatmania』収録曲「Something Wonderful」

### 作詞提供
- 青学1年トリオ[メンバー 1]「ぼくたちのしっぱい」（2006年）

### ユニットメンバー
1. 1 2  堀尾聡史（山崎樹範）、加藤勝郎（中川玲）、水野カツオ（渡辺慶）